# Élections législatives camerounaises de 1970
Des élections législatives ont eu lieu au Cameroun le 7 juin 1970. Ce sont les premières depuis l'instauration d'un système à parti unique. Elles sont remportées par l'Union nationale camerounaise qui obtient les 50 sièges.

## Contexte
L'Union nationale camerounaise, née de la fusion de l'Union camerounaise (Cameroun français) et du Parti démocratique national du Kamerun (Southern Cameroons), est le seul parti depuis la fin du multipartisme en 1966. Il présente autant de candidats que de sièges à pourvoir, les résultats sont donc entièrement connus avant le vote.

## Résultats
L'Union nationale camerounaise remporte les 50 sièges.
| Parti                        | Voix      | %   | Sièges |
| ---------------------------- | --------- | --- | ------ |
| Union nationale camerounaise | 2 926 224 | 100 | 50     |
| Votes blancs/invalides       | 8 699     | -   | -      |
| Total                        | 2 934 923 | 100 | 50     |